# Vladislav Grycz
Vladislav Grycz (* 1934 Ružomberok) je bývalý československý fotbalový brankář.

## Hráčská kariéra
V československé lize hrál v sezoně 1963/64 za Třinecké železárny (14.09.1963–13.10.1963). Byl náhradním brankářem.
Je absolventem (1982) UP Olomouc, obor Ruský jazyk - Tělesná výchova, ve školním roce 1968/69 učil na ZŠ Mendelova v Karviné.

### Prvoligová bilance
| Ročník             | Zápasy | Góly | Minuty | Nuly | Klub         |
| ------------------ | ------ | ---- | ------ | ---- | ------------ |
| II. liga 1962/63   | –      | 0    | –      | –    | TJ TŽ Třinec |
| I. liga 1963/64    | 2      | 0    | 70     | 0    | TJ TŽ Třinec |
| CELKEM I. ČS. LIGA | 2      | 0    | 70     | 0    |              |